# Шахта «Новодружеська»

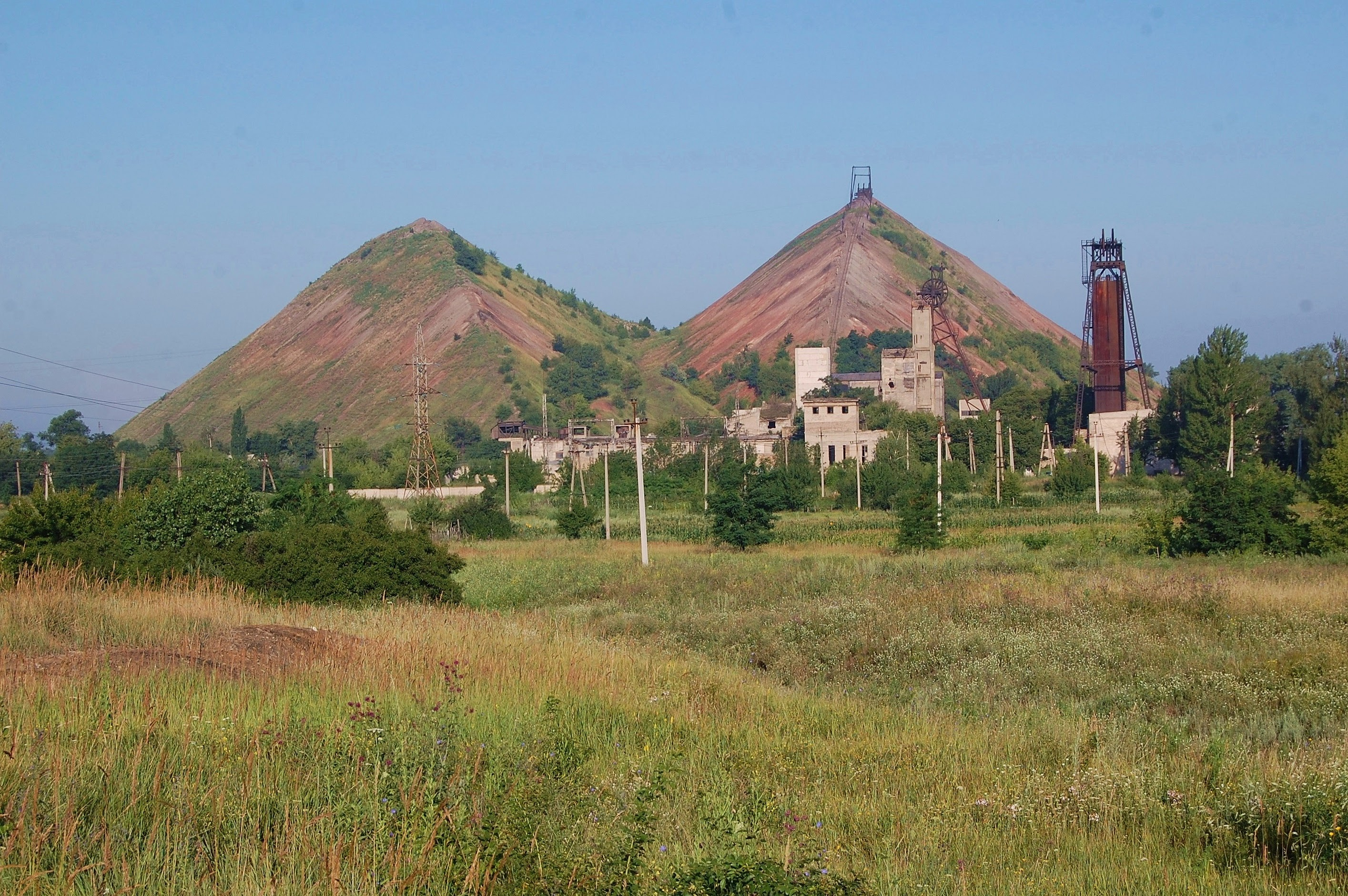
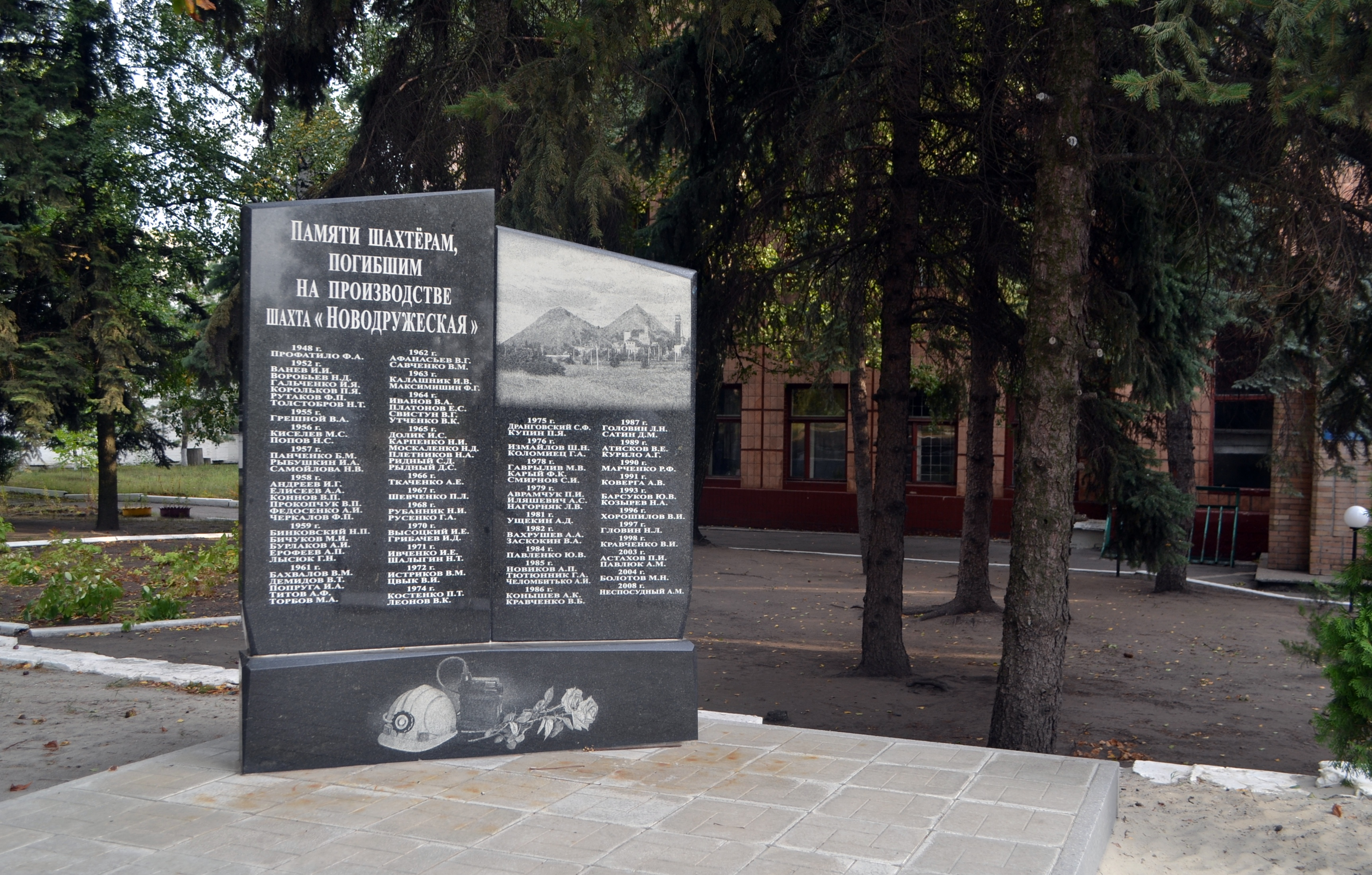
Меморіал
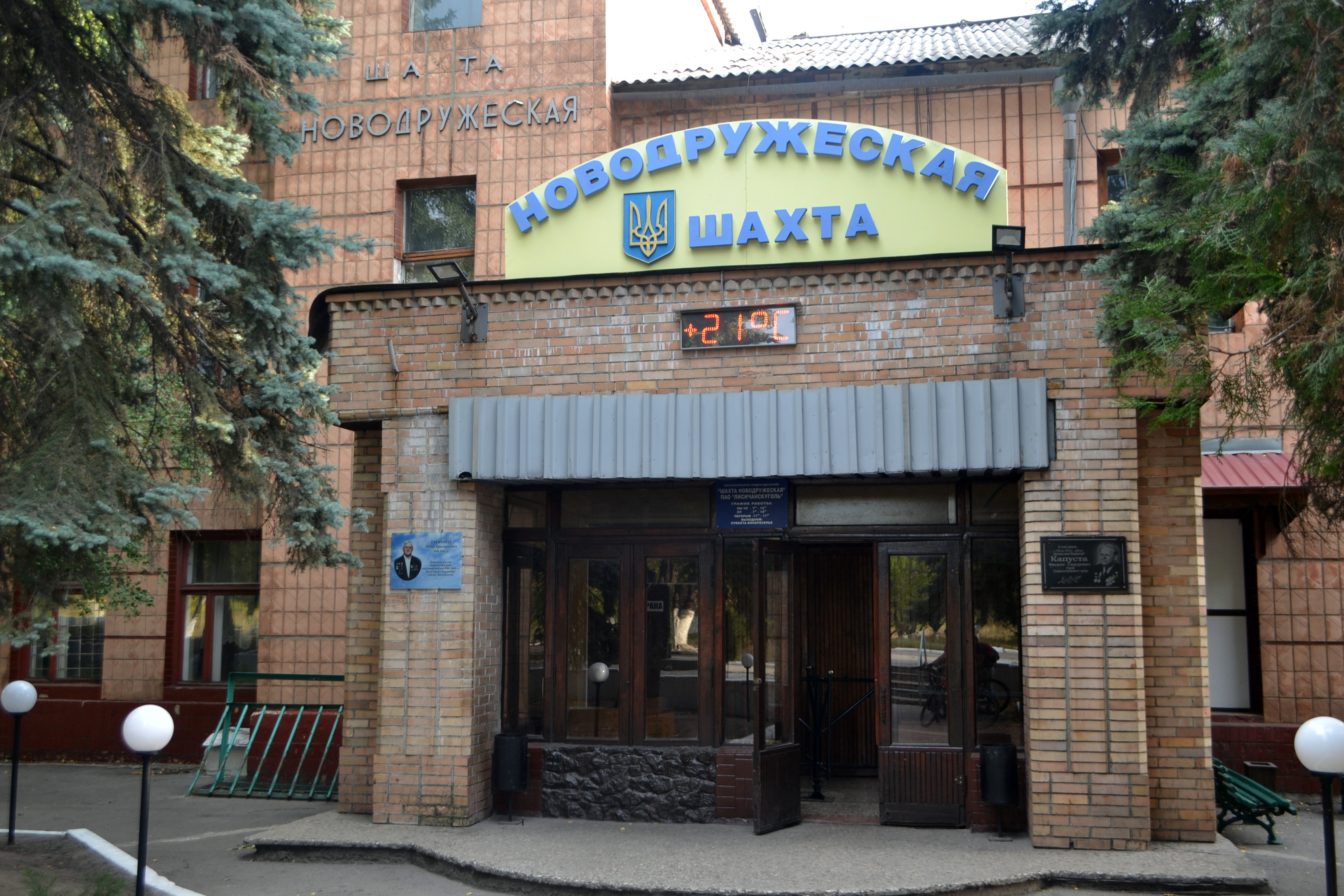
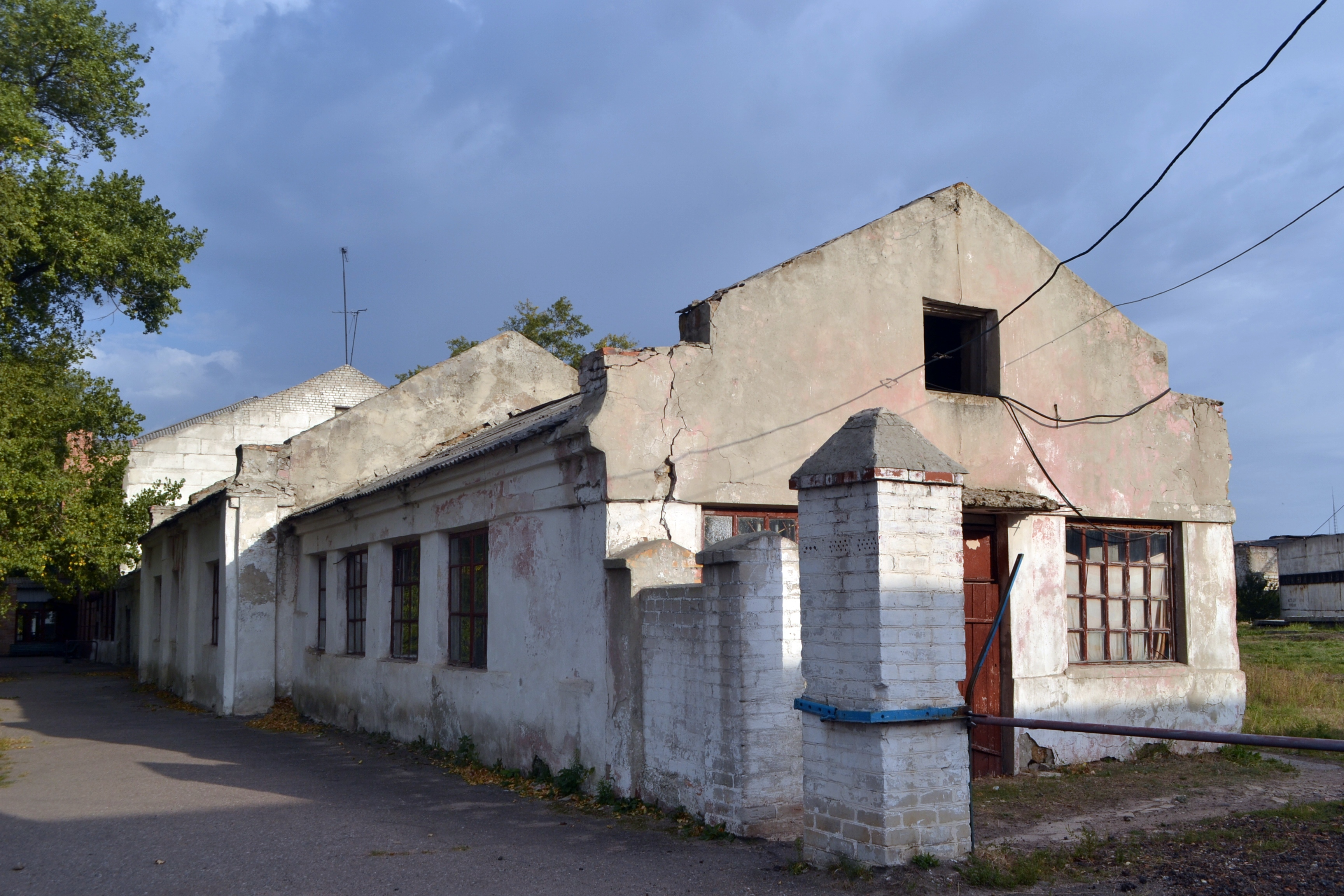
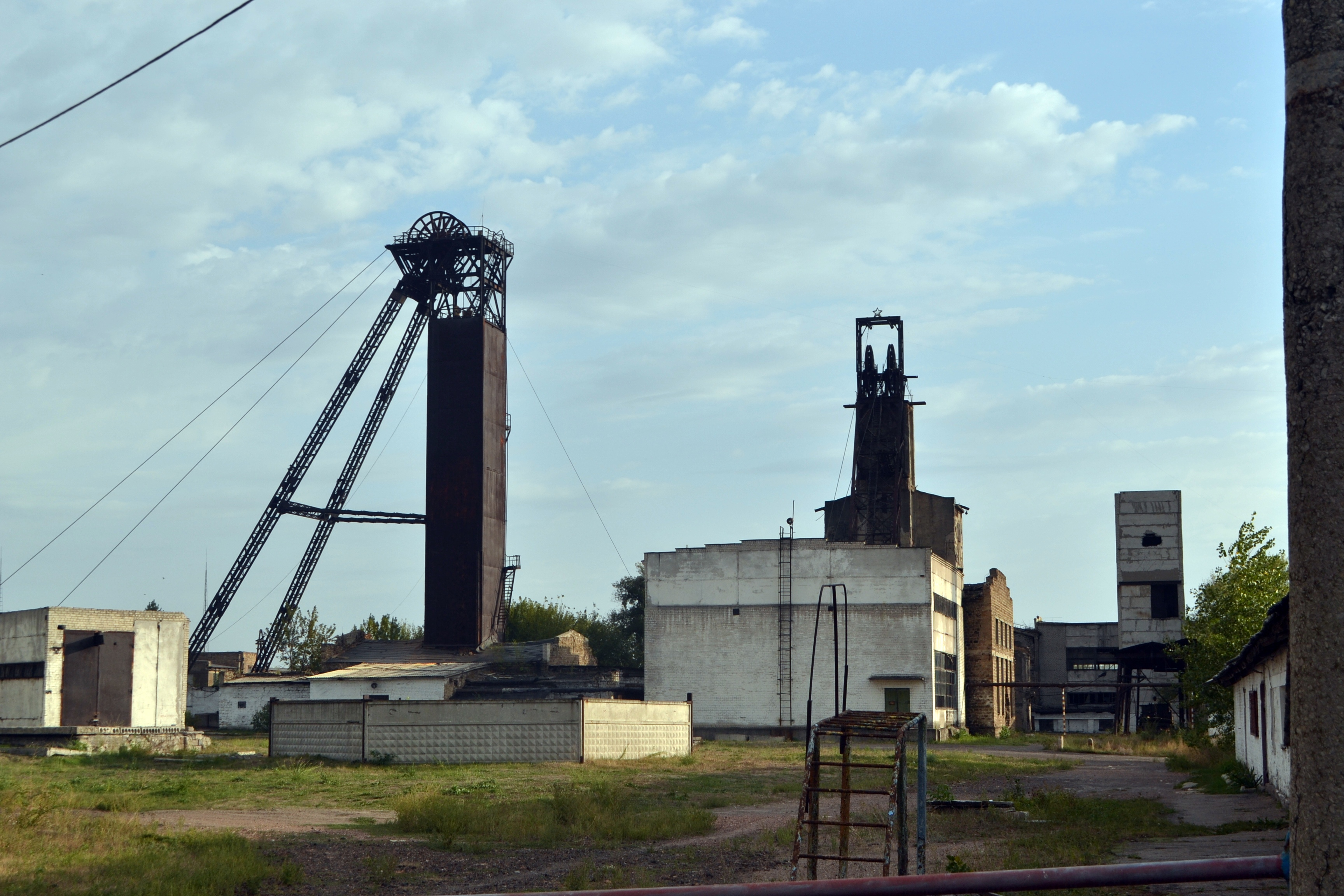
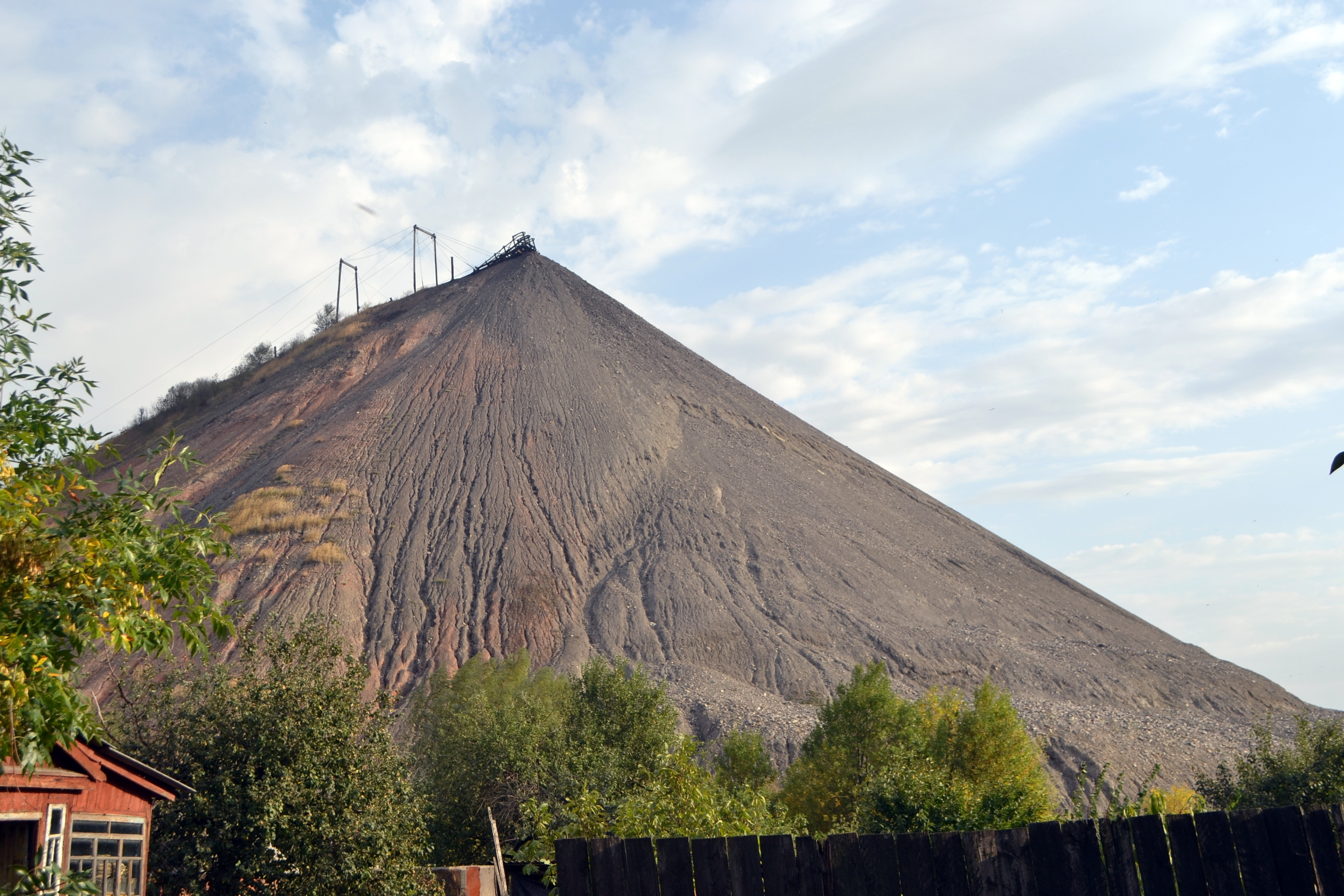

48°57′29″ пн. ш. 38°20′41″ сх. д. / 48.95813° пн. ш. 38.34461° сх. д.
ДВАТ Шахта «Новодружеська».  Входить до ДХК «Лисичанськвугілля». Розташована у місті Новодружеськ Лисичанської міськради, Луганської області.
Стала до ладу у 1949 р. з проектною потужністю 500 тис. т/рік. Фактичний видобуток 521 т/добу (1989). У 2003 р. видобуто 63 тис.т вугілля.
Шахтне поле розкрите трьома вертикальними і одним похилим стволом. Шахта надкатегорійна за метаном, небезпечна за вибуховістю вугільного пилу. Відпрацьовувала пласти l4, l2', kн
8 потужністю 0,7-1,2 м, кут падіння 17-18°.
До побудови залізниці вугілля транспортувалось катантою дорогою до шахти Томашевська на відстань 2 км.
Достеменно відомо з 1948 р. по 1998 р. на шахт загинуло 84 гірники.
Адреса: 93193, м.Новодружеськ, Луганської обл.
Згадки 
- КРИСТИНА (12.12.2013). Город над Донцом. ""Новый путь"" региональная общественно-политическая газета. Архів оригіналу за 28 грудня 2019. Процитовано 2 квітня 2020.(рос.)"

 Посилання 
- на мапі Google Maps

- Меморіал

## Світлини

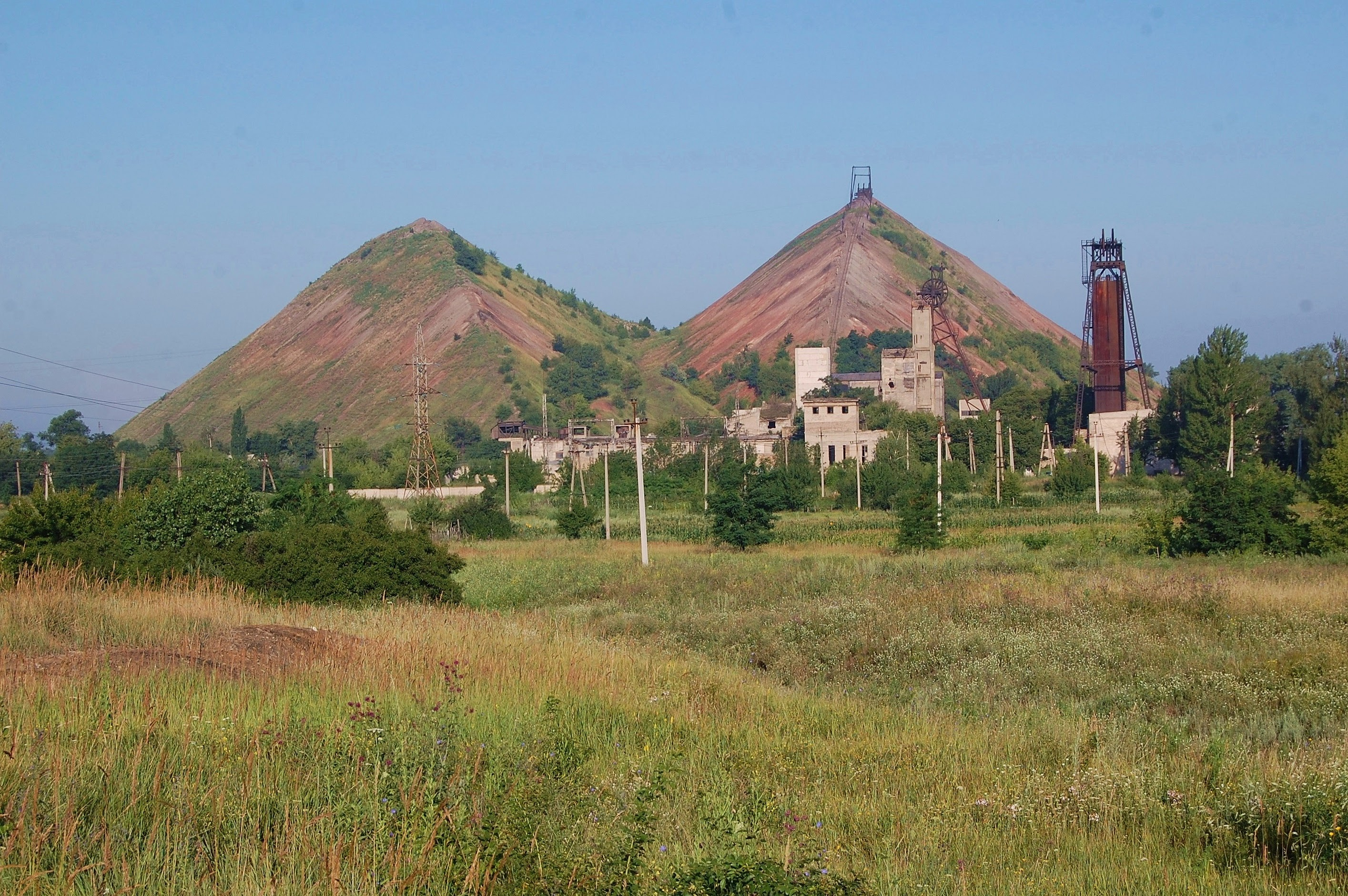
терикони
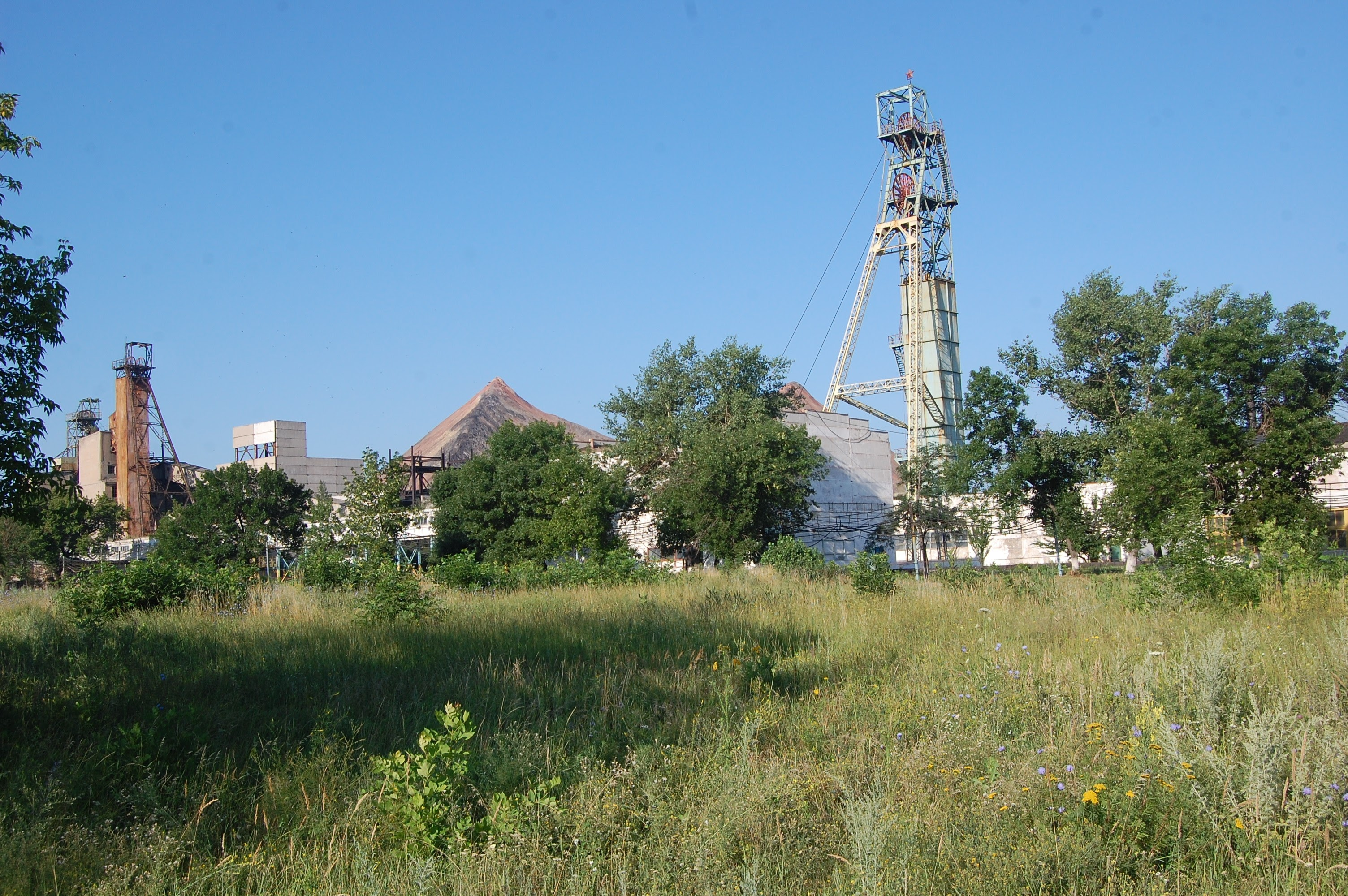
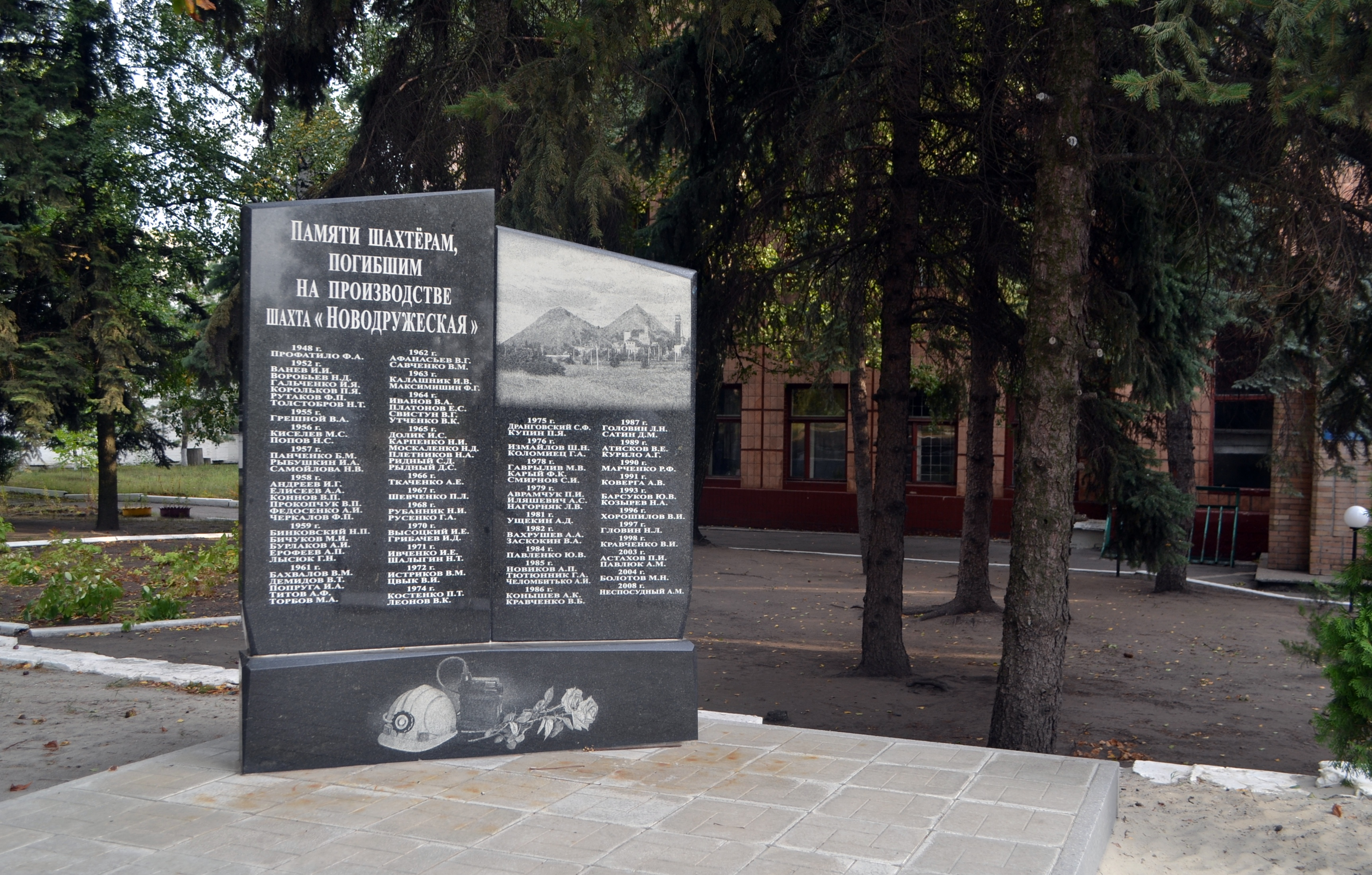
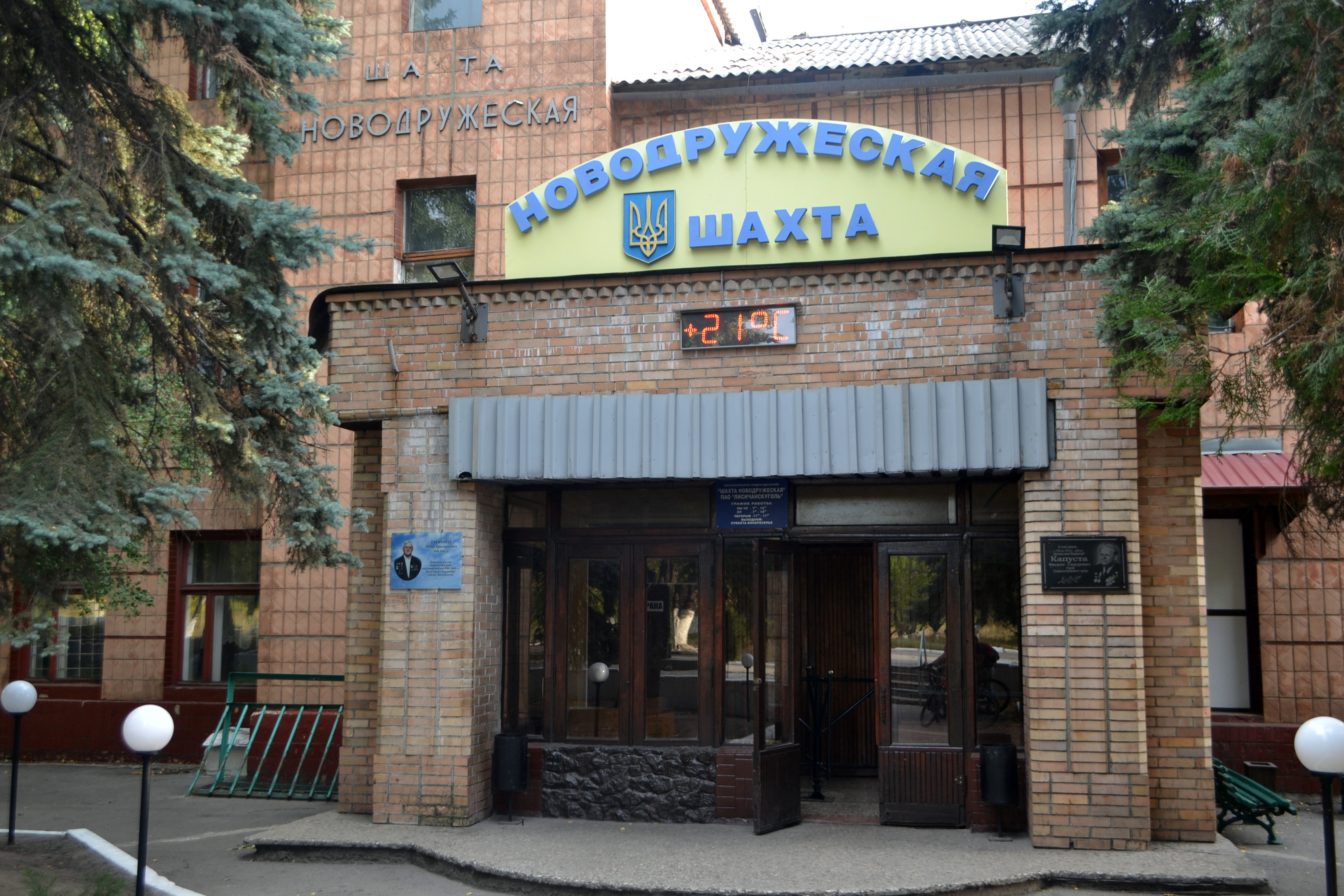
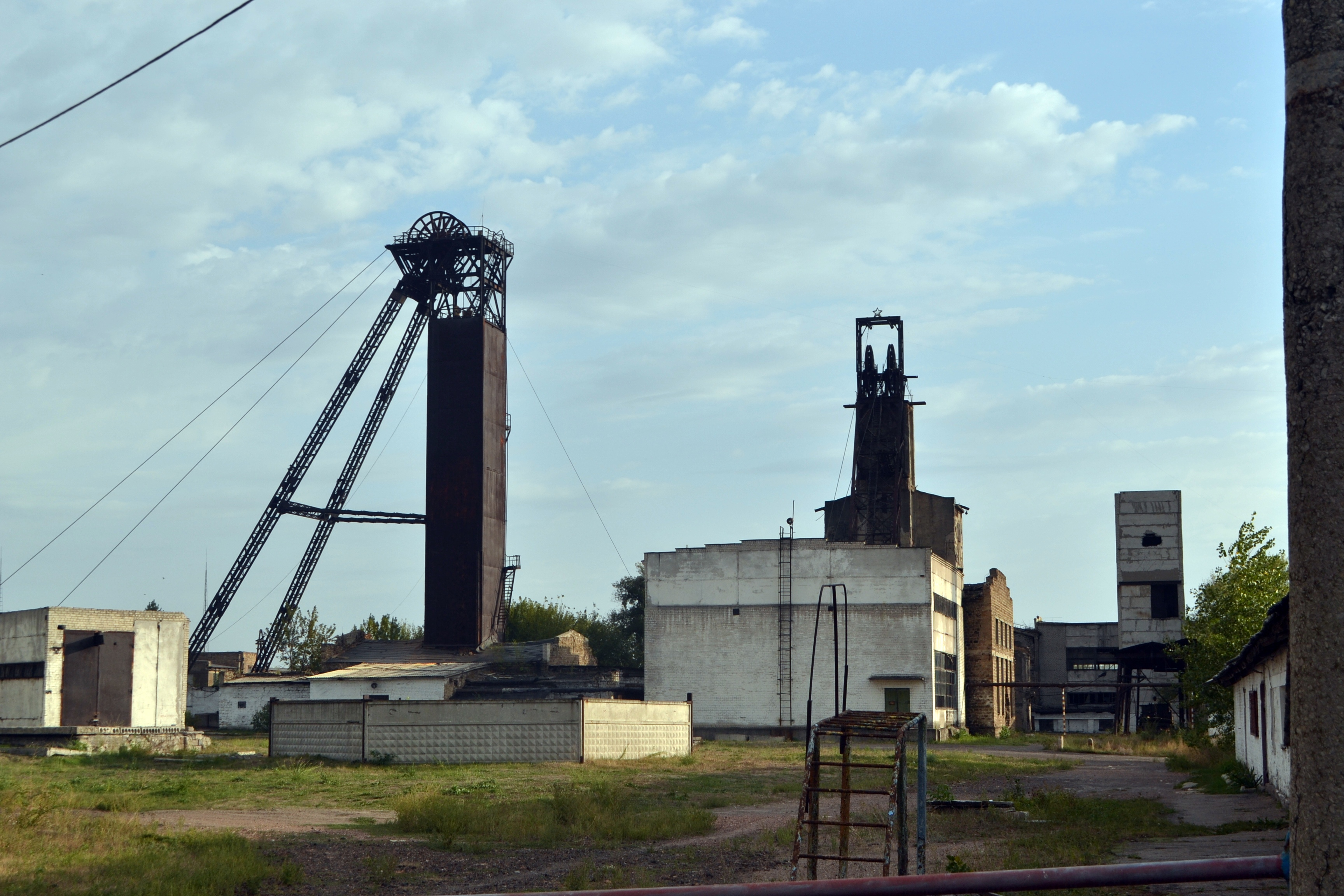
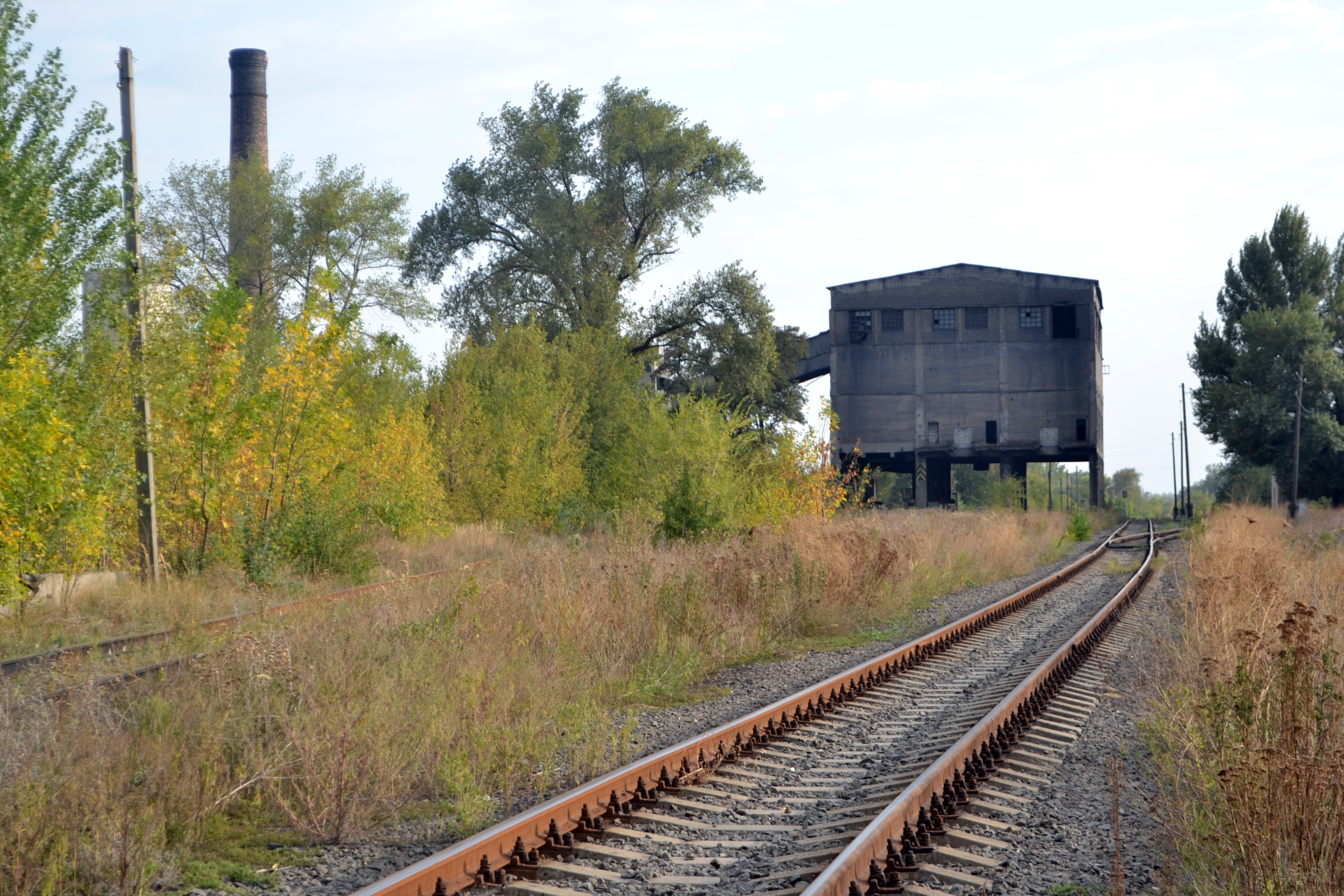
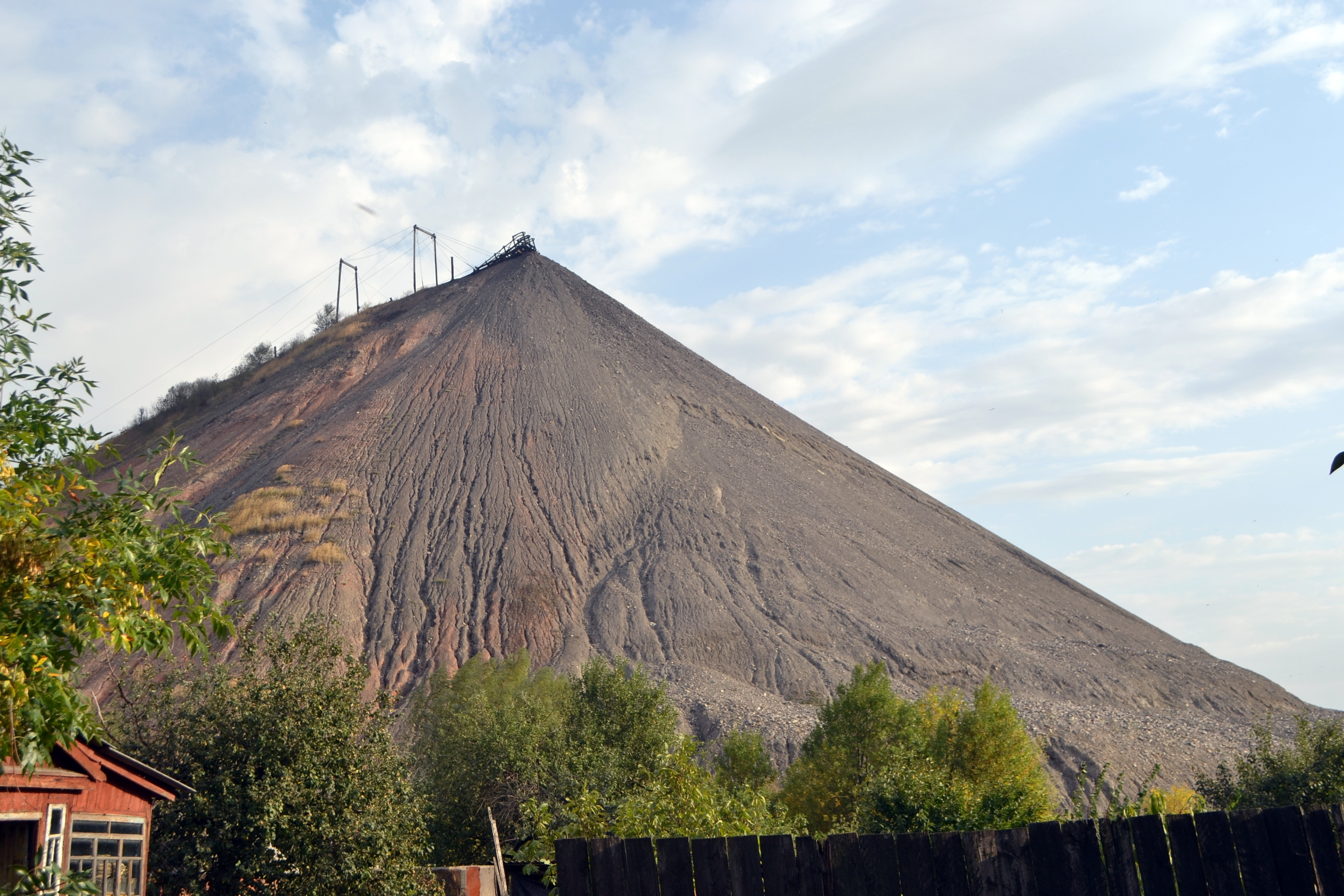